# Sandra Nedeleff

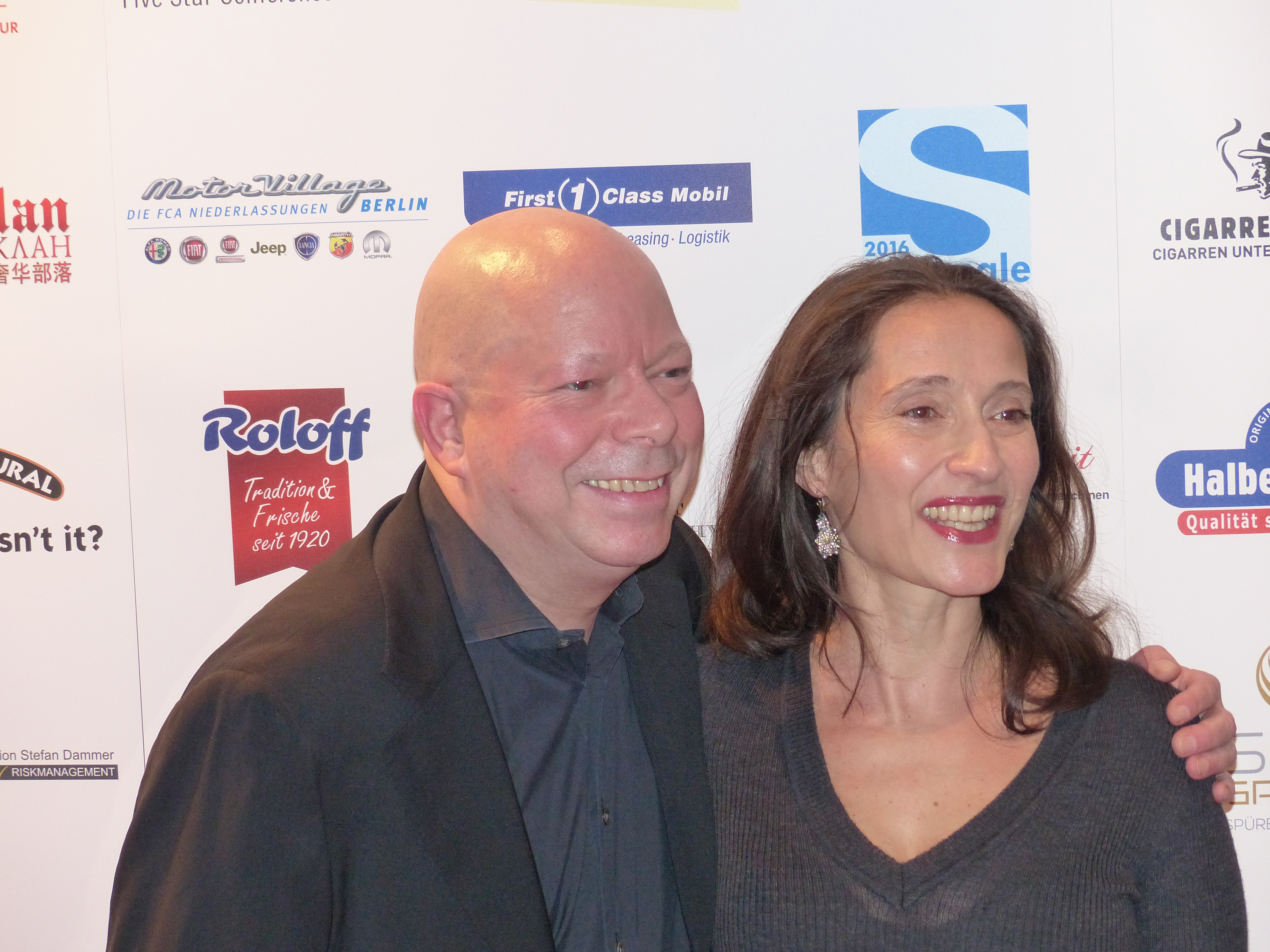
Chris Arend und Sandra Nedeleff beim Askania Award 2016.

Sandra Nedeleff (* 16. Mai 1968 in Stuttgart) ist eine deutsche Schauspielerin, Drehbuchautorin und Regisseurin.

## Leben
Sandra Nedeleff erhielt ihre schauspielerische Ausbildung von 1989 bis 1993 am Konservatorium der Stadt Wien. Zwischen 1999 und 2001 besuchte sie darüber hinaus die Russische Akademie für Theaterkunst in Moskau. In der Spielzeit 1991/92 debütierte sie in Heinrich von Kleists Penthesilea in der Rolle einer Amazone. Weitere Stationen ihrer Bühnenlaufbahn waren das Stadttheater Hildesheim, das Grenzlandtheater Aachen und das Theater Halle 7 in München. Wirkungsstätten Nedeleffs in Berlin waren das Künstlerhaus Bethanien, das Ballhaus Rixdorf, die Fehre 6, das Tertianum und das German Theater Abroad.
Seit Beendigung ihrer Ausbildung arbeitet Nedeleff daneben umfangreich für Film und Fernsehen und war bis heute in einer Vielzahl von Film- und Fernsehproduktionen sowie -serien zu sehen. Sie spielte wiederholt in der Reihe Tatort und hatte Gastrollen in Serien wie SOKO Wismar, Die Rosenheim-Cops, In aller Freundschaft oder Ein Fall für zwei. Regisseur Brian Percival besetzte sie 2013 in dem US-amerikanisch-deutschen Filmdrama Die Bücherdiebin.
Der 2010 entstandene Kurzfilm Auf Wiedersehen Papa, für den Sandra Nedeleff als Drehbuchautorin und Regisseurin verantwortlich zeichnete, wurde von der Deutschen Film- und Medienbewertung (FBW) mit dem Prädikat „besonders wertvoll“ ausgezeichnet. Es spielten unter anderem Christoph Grunert, Feo Aladag und Lucy Ella von Scheele. Nedeleff realisierte zwei weitere Kurzfilme, von denen Moment mit dem Prädikat „wertvoll“ bedacht wurde.
Im Jahr 2000 las Sandra Nedeleff gemeinsam mit Corinne Hofmann deren Lebensgeschichte Die weiße Massai auf Hörbuch ein. Die Schauspielerin lebt in Berlin.

## Filmografie (Auswahl)
- 1992: Happy Holiday (Fernsehserie, 1 Folge)
- 1993: Madame Bäurin
- 1995: Ein unvergeßliches Wochenende – Am Tegernsee
- 1995: Frauenarzt Dr. Markus Merthin (3 Folgen als Frau Bader)
- 1996: Der Bergdoktor – Schicksalswege
- 1996: Schwurgericht – Bruder, ich brauche dein Blut
- 1996: Kommissar Rex – Warum starb Romeo
- 1997: Trickser
- 1998: Eine Frau mit Pfiff
- 1998: Alarm für Cobra 11 – Die Autobahnpolizei – Im Fadenkreuz
- 1998: Stadtklinik – Ein neuer Anfang
- 1999: JETS – Leben am Limit – Pilot
- 1999: Der Bunker – Eine todsichere Falle
- 2000: Tödliche Wildnis – Sie waren jung und mussten sterben
- 2000: St. Angela – Magic Mick
- 2000: SOKO 5113 – Ausgesetzt
- 2000: Die Traumprinzen
- 2001: Was tun, wenn’s brennt?
- 2002: Die Cleveren – Im Namen der Liebe
- 2002: Rohat – Sonne, die die Nacht vertreibt
- 2003: Alphateam – Die Lebensretter im OP (Folge 8x06)
- 2003: Café Meineid – Ein Mann für alle Fälle
- 2003: In aller Freundschaft – Auf Wolke sieben
- 2004: SOKO Leipzig – Durchgebrannt
- 2004: Klassentreffen
- 2004: Im Namen des Gesetzes – Doppelleben
- 2004: Küstenwache – Erster Einsatz
- 2004: Dr. Sommerfeld – Neues vom Bülowbogen – Lüge aus Angst
- 2006: Kunstfehler
- 2006: Vier Fenster
- 2006: Tatort – Schwarzes Herz
- 2006: Dresden
- 2006: München 7 – Heimatlos
- 2006: Schwarze Schafe
- 2007: Verrückt nach Clara – Liebe hoch drei
- 2007: Krimi.de – Gefährliche Verabredung
- 2007: Tatort – Das Ende des Schweigens
- 2007: Tatort – Blutsbande
- 2008: Im Namen des Gesetzes
- 2009: Ein Fall für zwei – Teuflischer Schatten
- 2009: Über den Tod hinaus
- 2009: In aller Freundschaft – Grenzen
- 2009: SOKO Wismar – Schachmatt
- 2009: SOKO Leipzig – Das Geisterhaus
- 2010: Die Rosenheim-Cops – Keiner hat’s gesehen
- 2010: Der letzte Bulle – Ich hab sie alle gehabt
- 2010: Das geteilte Glück
- 2011: Die Pfefferkörner – Autobrandstifter
- 2011: Dr. Ketel – Der Schatten von Neukölln
- 2011: SOKO Köln – Operation Mord
- 2012: Heiter bis tödlich: Akte Ex – Mord am Weinberg
- 2013: Heldt – Heißer Stoff
- 2013: SOKO Leipzig – Eiszeit
- 2013: Letzte Spur Berlin – Abgetaucht
- 2013: Die Bücherdiebin
- 2013: SOKO Stuttgart – Der Highlander
- 2016: Tatort – Du gehörst mir
- 2016: Auf kurze Distanz
- 2016: Aus der Haut
- 2017: Einstein – ABC
- 2017: In aller Freundschaft – Sprachlos
- 2017: Hubert und Staller – Ein ehrenwertes Haus
- 2017: SOKO Wismar – Ein nachhaltiger Tod
- 2018: Ein starkes Team – Tod einer Studentin
- 2018: Die Heiland – Wir sind Anwalt – In dubio pro reo
- 2019: Donna Leon – Stille Wasser
- 2019: Totgeschwiegen – Regie: Franziska Schlotterer
- 2019: Der Zürich-Krimi: Borchert und die mörderische Gier
- 2025: In aller Freundschaft – Dankbarkeit

## Hörspiele
- 1995: Toscanella Fliegsogern oder Die Hexenverlobung – Autor: Gunter Preuß – Regie: Walter Wippersberg und Marcus Everding